# 叉齒南盲鰻
叉齒南盲鰻，（學名：Notomyxine tridentiger）為盲鳗科盲鰻屬的其中一種，分布於東南太平洋和西南大西洋南美洲南部海域，深海魚類，棲息深度11-106公尺，體長可達57.5公分，棲息在泥底質海底，屬肉食性，沒有交配器官，性腺位於腹膜腔內，卵巢位於性腺的前部，睾丸位於性腺的後部，若性腺的顱部發育，則動物成為雌性；若性腺的尾部發生分化，則動物成為雄性，生活習性不明。